# Međuspremnik
Međuspremnik je oblik memorije koji radi po načelu FIFO (First In-First Out, 'prvi unutra-prvi van'): oni podatci koji su prvi ušli u tu memoriju prvi i izlaze iz nje.
Najbolji primjer za taj oblik memorije je međuspremnik pisača. Kada se nešto ispisuje na pisaču, podatke se šalje u međuspremnik pisača. Nakon toga pisač samo uzima iz međuspremnika podatke koje ispisuje bez zamaranja kojim redoslijedom to treba ispisati, jednostavno, ono što prvo uzme, to prvo ide na papir.